# Zonopterus grandis
Zonopterus grandis är en skalbaggsart som beskrevs av Thomson 1878. Zonopterus grandis ingår i släktet Zonopterus och familjen långhorningar. Inga underarter finns listade i Catalogue of Life.